# I briganti di Zabut
I briganti di Zabut è un film del 1997 diretto da Pasquale Scimeca girato in Sicilia nella Valle del Belìce e precisamente tra le rovine e le campagne di Santa Margherita di Belice, di Sambuca di Sicilia e di Termini Imerese ambientato alla fine degli anni 30.

## Riconoscimenti
Questo film ha ottenuto dalla Presidenza del Consiglio dei Ministri Dipartimento dello Spettacolo il riconoscimento di film "di Interesse Culturale Nazionale".